# Friends (serie de televisión de 2002)
Friends (en hangul, 프렌즈; en japonés: フレンズ) es una serie de televisión japonesa-surcoreana de cuatro episodios transmitida durante 2002 entre Munhwa Broadcasting Corporation y Tokyo Broadcasting System, protagonizada por Kyōko Fukada y Won Bin. Fue emitida en Japón el 4 y el 5 de enero, mientras que en Corea del Sur se emitió el 15 y el 16 de enero, como la primera vez en la historia de esos dos países en que se produce una serie en conjunto, con motivo de la Copa Mundial de Fútbol de 2002.

## Argumento
En Hong Kong, la turista japonesa Tomoko Asai (Kyōko Fukada), tras ser víctima de un robo, conoce al estudiante de cine surcoreano Ji Hoon (Won Bin), pero a pesar de tener un encuentro breve y hablar idiomas diferentes, se convierten en buenos amigos, no obstante deben regresar a sus países y la única solución de estar cerca sin importar las fronteras, es por medio del correo electrónico. Antes de despedirse intercambian sus direcciones de correo, prometiéndose mantenerse en contacto y finalmente volver a encontrarse de nuevo. Pero con el destino forzándolos a verse de nuevo, Tomoko decide ir a Corea del Sur para ver a Ji Hoon de nuevo, sin embargo, tras su llegada, se producen algunos obstáculos que  deberán superar.

## Reparto

### Personajes principales
- Won Bin como Kim Ji Hoon.
- Kyōko Fukada como Tomoko Asai.

### Personajes secundarios
- Lee Dong Gun como Park Kyoung Joo.
- Yukiyoshi Ozawa como Sakamaki.
- Han Hye Jin como Park Ye Jin.
- Akiko Yada como Yuko Yamagishi.
- Lee Ho Jae como Padre de Ji Hoon.
- Naho Toda como Midori Kaneda.
- Choi Ran como Tía paterna de Ji Hoon.
- Keiko Takeshita como Satoko Asai.
- Yukiyoshi Ozawa como Shota Sakamaki.
- Yoshimasa Kondo.
- Fukumi Kuroda.
- Yukiko Tachibana.
- Park Hyung Joon.

## Emisión internacional
- Filipinas: GMA Network.
- Tailandia: Channel 7.